# أبو جندل بن سهيل
أبو جندل بن سهيل بن عمرو (المتوفي سنة 18 هـ) صحابي أسلم قديمًا، وعذّبه أبوه سهيل بن عمرو وحبسه مع أخيه عبد الله بن سهيل، ثم فرّ وهدد عير قريش، ثم لحق بفتوح الشام، واستشهد في طاعون عمواس سنة 18 هـ.

## سيرته
أسلم أبو جندل العاص بن سهيل بن عمرو بن عبد شمس بن عبد ود بن نصر بن حسل بن عامر بن لؤي بن غالب القرشي في مكة قديمًا، إلا أن أباه حبسه وقيّده وعذّبه ومنعه من الهجرة مع المسلمين إلى يثرب.
لما همّ النبي محمد ﷺ سنة 6 هـ أن يعتمر، عارضته قريش واتفقوا على الصلح، وأرسلت قريش أباه سهيلاً لعقد الصلح معه ﷺ. وإذ هما يكتبان الصلح، إذ أقبل أبو جندل فارًا يحجل في قيدوه، فهمّ أبوه بأن يوقف الصلح، ويعود أدراجه، وطلب منه النبي محمد أن يهبه أبا جندل، فأبى أبوه. فرده النبي محمد ﷺ، وأبو جندل يصيح: «يا مسلمون، أرد إلى الكفر، وقد جئت مسلما! ألا ترون إلى ما لقيت؟»، وقال له النبي محمد ﷺ: «أبا جندل، اصبر واحتسب، فإن الله جاعل لك ولمن معك من المستضعفين فرجًا ومخرجًا، وإنا صالحنا القوم، وإنا لا نغدر».
تمكّن أبو جندل بعد ذلك من الهرب مرة أخرى، ولكنه لم يلحق بالنبي محمد ﷺ في المدينة المنورة حتى لا يُلقى على المسلمين اللوم بخرق شروط الصلح، ولحق بأبي بصير ومعه جماعة من المستضعفين إلى ساحل البحر، يُغيرون على عير قريش يأخذونه. وبعد فتح مكة، لحق أبو جندل بالنبي محمد ﷺ، لكنه لم يشهد معه أيًا من غزواته. وبعد وفاة النبي محمد ﷺ، شارك أبو جندل في الفتح الإسلامي للشام، وهناك أُقيم عليه الحد في شرب الخمر التي شربها متأولاً لآية: ﴿لَيْسَ عَلَى الَّذِينَ آمَنُوا وَعَمِلُوا الصَّالِحَاتِ جُنَاحٌ فِيمَا طَعِمُوا إِذَا مَا اتَّقَوْا وَآمَنُوا وَعَمِلُوا الصَّالِحَاتِ ثُمَّ اتَّقَوْا وَآمَنُوا ثُمَّ اتَّقَوْا وَأَحْسَنُوا وَاللَّهُ يُحِبُّ الْمُحْسِنِينَ ۝٩٣﴾ [المائدة:93]، إلا أن الخليفة وقتها عمر بن الخطاب أصر على إقامة الحد عليه لخطأه في تأويل الآية.
توفي أبو جندل في طاعون عمواس بالأردن سنة 18 هـ، ولم يترك أبو جندل عقبًا.